# Ultramagnetic MCs
Ultramagnetic MCs – amerykańska grupa hip-hopowa założona w 1984 roku w Nowym Jorku.

## Historia
Zespół został założony w 1984 roku w Nowym Jorku. Pierwotnie w jego skład wchodzili: DJ Moe Love, Kool Keith oraz dwójka MC-Producentów, czyli TR Love i Ced Gee. Cztery lata po założeniu zespołu światło dzienne ujrzał pierwszy album studyjny zespołu pt. „Critical Beatdown”. Wydawnictwo ukazało się czwartego października 1988 roku w wytwórni Next Plateau. Krążek dotarł do 57. miejsca na liście Billboard. Album promowało aż sześć singli: „Ego Trippin”, „Travelling at the Speed of Thought”, „Funk”, „Watch Me Now”, „Ease Back” oraz „Give the Drummer Some”. Po kolejnych czterech latach zespół Ultramagnetic MCs wydał swój drugi album studyjny pt. „Funk Your Head Up”. Tym razem z nakładem wytwórni muzycznej Mercury Records/PolyGram Records. 10 sierpnia 1993 roku ukazał się trzeci album zespołu zatytułowany „The Four Horsemen”. Rok później grupa postanowiła zakończyć działalność. W 2006 roku doszło do reaktywacji zespołu. W 2007 roku wydali swój czwarty album studyjny pt. „The Best Kept Secret”.

## Dyskografia

### Albumy studyjne
- 1988 – Critical Beatdown
- 1992 – Funk Your Head Up
- 1993 – The Four Horsemen
- 2007 – The Best Kept Secret

### Kompilacje
- 1994 – The Basement Tapes 1984–1990
- 1996 – New York What Is Funky
- 1996 – Mo Love's Basement Tapes
- 1997 – Pimp Fiction
- 1997 – The B-Sides Companion
- 1998 – Smack My Bitch Up
- 2010 – Ultramagnetic Foundation-Tr love DJ Moe love present (Ultra Laboratory stories)

### Single
- 1984 – "To Give You Love"/"Make You Shake"
- 1986 – "Ego Trippin'"/"Ego Bits"/"Funky Potion"
- 1987 – "Traveling At The Speed of Thought (Original)"/"M.C.'s Ultra (Part Two)"
- 1987 – "Mentally Mad"/"Funky"
- 1988 – "Watch Me Now"/"Feelin' It"
- 1988 – "Ease Back"/"Kool Keith Housing Things"
- 1989 – "Give The Drummer Some"/"Moe Luv Theme"
- 1989 – "Traveling At The Speed Of Thought (Remixes/LP Version)"/"A Chorus Line" (featuring Tim Dog)
- 1991 – "Make It Happen"/"A Chorus Line (Pt. II)"
- 1992 – "Poppa Large (East Coast Remix)/(West Coast Remix)"
- 1993 – "Two Brothers With Checks (San Francisco Harvey)"/"One Two, One Two"
- 1993 – "Raise It Up (featuring Godfather Don)"/"The Saga Of Dandy, The Devil And Day (Black Baseball)"
- 1994 – "I'm Fuckin' Flippin"
- 1997 – "Watch Your Back"
- 2001 – "Make It Rain"/"Mix It Down"
- 2006 – "Mechanism Nice (Born Twice)"/"Nottz"